# Faimbe
Faimbe é uma comuna francesa na região administrativa de Borgonha-Franco-Condado, no departamento de Doubs. Estende-se por uma área de 1,97 km². Em 2010 a comuna tinha 105 habitantes (densidade: 53,3 hab./km²).